# Konrad von Hainburg

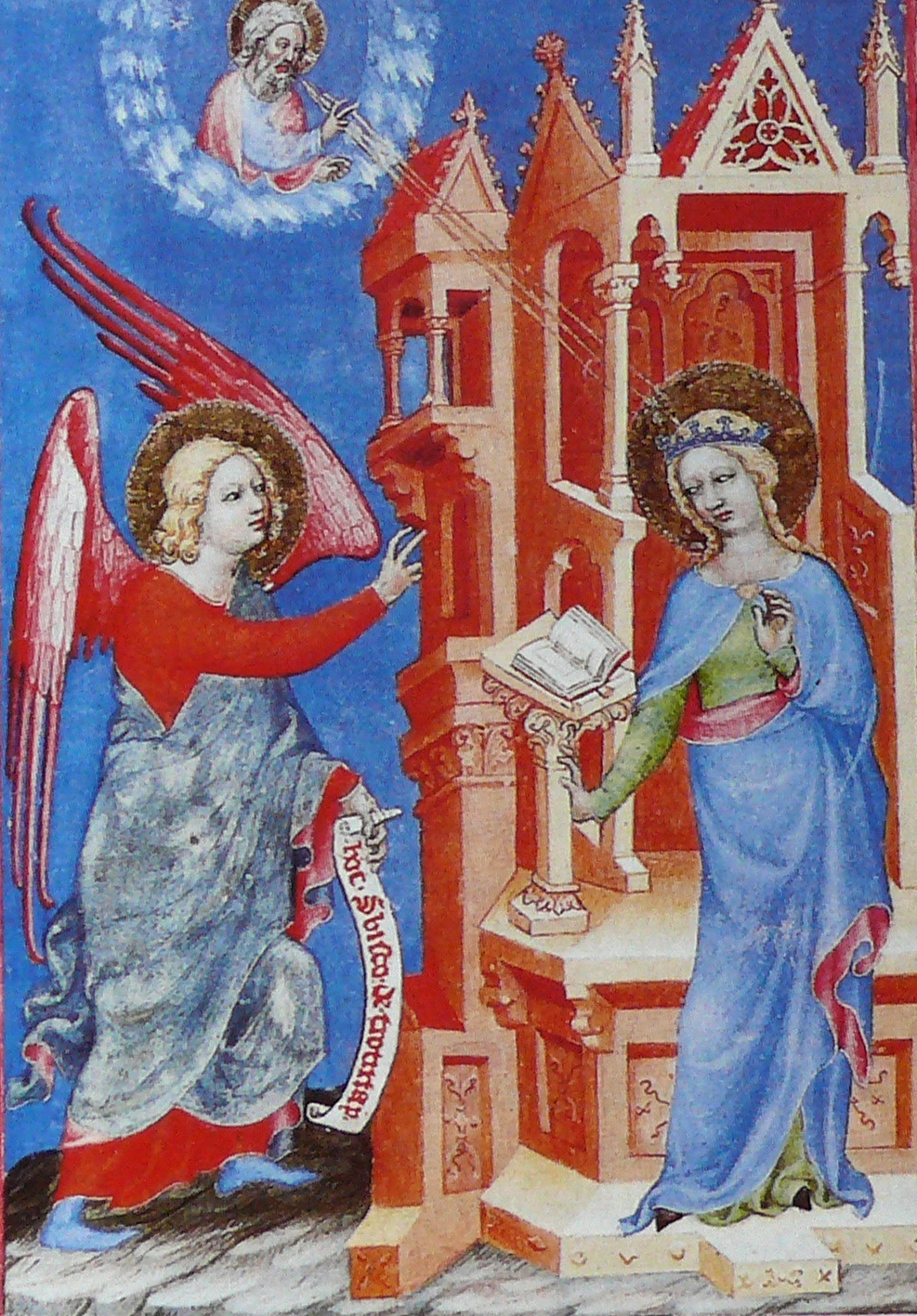
Verkündigung des Herrn (Laus Mariae)

Konrad von Hainburg OCart  (auch Konrad von Haimburg und Konrad von Gaming; lateinisch Conradus Gemnicensis; * in Hainburg an der Donau; † 17. August 1360 in Gaming, Niederösterreich) war ein Kartäusermönch und Verfasser lateinischer Heiligen- und Marienlieder.

## Leben
Konrads Herkunft und Ausbildung sind nicht bekannt. Auch nicht, wann er dem Kartäuserorden beitrat. Nachdem er einige Jahre als Vikar der Kartause Mauerbach angehörte, war er von 1342 bis 1345 Prior der steiermärkischen Kartause Seitz und von 1350 und 1354 sowie von 1358 bis 1360 Prior der Kartause Gaming. 1352 wurde er zum Visitator für die oberdeutsche Ordensprovinz berufen. Einige Jahre gehörte er auch dem Konvent der Prager Kartause „Mariengarten“ an.
Besondere Bedeutung erlangte Konrad als Verfasser geistlicher Werke, unter ihnen Hymnen, die der Jungfrau Maria und Heiligen der Litanei gelten. Für die Heiligenhymnen benutzte er die Viten der „Legenda aurea“. Der manchmal als „Rosarium“ bezeichnete Hymnus „Crinale beatae Mariae virginis“ wurde ins Altdänische, Mittelniederdeutsche und Mittelhochdeutsche übersetzt. Im Auftrag des böhmischen und römisch-deutschen Königs Karl IV. und des ersten Prager Erzbischofs Ernst von Pardubitz stellte Konrad die als „Orationale Arnesti“ bezeichneten „Lektionen für die Nokturnen“ zusammen. 1356 erschien auf Wunsch des Trienter Bischofs Meinhard von Neuhaus das als „Laus Mariae“ bekannt gewordene Lob Mariens.